# کوک‌توبه (استان پاولودار)
کوک‌توبه (قزاقی: Kөktөbe) یک شهرک در قزاقستان است که در استان پاولودار واقع شده است. کوک‌توبه ۴۳۱۵ نفر جمعیت دارد.